# Aspila nanna
Aspila nanna là một loài bướm đêm trong họ Noctuidae.